# 國立成功大學附設高級工業職業進修學校
國立成功大學附設高級工業職業進修學校（簡稱成大附工）是一所已停止招生運作的夜間進修學校，隸屬於國立成功大學，於2023年8月停招並併入國立成功大學附屬臺南工業高級中等學校。

## 歷史
- 1938年4月1日，成立「臺灣總督府臺南州立專修工業學校」，計有機械、電氣、木工、土木四科，與臺灣總督府臺南高等工業學校（成立於1931年，今國立成功大學）共用師資及設備。
- 1945年4月，首次招收日間部學生。12月，中華民國接管臺灣後更名「臺灣省立臺南工業專科學校附設初級工業職業學校」。
- 1947年5月，臺灣省立工學院（今國立成功大學）組織大綱中列附設工業職業學校及技工養成所，全名「臺灣省立臺南第一工業技術練習生養成所」（為附設高工夜間部前身），設所長一人，由省立工學院院長王石安兼任。12月，再更名為實驗工業職業學校，並規定六年畢業。
- 1949年10月，改稱為「臺灣省立工學院附設工業職業學校」，夜間部改稱「臺灣省立工學院附設工業職業學校附設補習班」，招收機械科、土木科三年制初級部新生。
- 1950年8月，夜間部改名「臺灣省立臺南工業職業補習學校」。
- 1951年2月，夜間部改稱「臺灣省立工學院附設工業職業學校附設工業職業補習學校」，仍分機械、土木兩科，各招收新生一班，並試辦初級機械技工訓練班一班(此班別免收學雜費、書籍費，學生並領有薪資)，教職員開始由兼任改為專任。
- 1952年8月，夜間部增設機械高級部。
- 1953年8月，夜間部增設土木科高級部及高級部機械技工訓練班，並停止招收初級部新生。
- 1955年7月，隨高職日間部併入臺灣省立臺南工業職業學校（今國立臺南高工，自此附工日間部歷屆畢業校友計1,724名）而更名為「臺灣省立工學院附設工業職業補習學校」。[2]。
- 1956年6月，臺灣省立工學院改為成功大學，校名因而改為「臺灣省立成功大學附設高級工業職業補習學校」。
- 1960年8月，增設電機科，停止招收高級機械技工訓練班。
- 1967年8月，增設機械製圖科、建築製圖科。
- 1968年8月，機械科改名機工科、電機科改名電工科。
- 1969年8月，土木科停招，增設電子修護科、建築工程科。
- 1971年7月，隨成功大學改為國立而更名為「國立成功大學附設高級工業職業補習學校」。
- 1972年8月，首度招收女生。
- 1973年8月，增設測量製圖科。
- 1974年8月，測量製圖科改名土木製圖科。
- 1981年11月，唯農大樓落成，原坐落於綜合大樓的辦公室及分散於各系的上課教室，均遷移至此處。
- 1999年6月，改名為「國立成功大學附設高級工業職業進修學校」。
- 2001年8月，增設機電科、資訊科及室內空間設計科，停招土木測量科。
- 2006年8月，機工科改名為機械科、機械製圖科改名為製圖科、電子設備修護科改名為電子科，建築製圖科停招。
- 2023年8月1日，國立台南高級工業職業學校改隸更名為「國立成功大學附屬臺南工業高級中等學校」（簡稱成大附屬南工），[3]成大附工同月起停止招生並併入該校。[4]

## 校長與校務主任
第一任校長：後藤魯一，原台南高等工業學校教授。
戰後校長一職由成功大學校長兼任，實質校務由校務主任主持。
校務主任
1. 吳水清：1945年12月（原教務主任代理）
2. 王石安：1947年5月（工學院院長兼任所長）
3. 胡成章：—1967年10月（轉任成功大學總務長）
4. 陳健：1967年10月—1972年8月（成大機械系教授）
5. 章然：1972年8月—1978年8月（成大土木系教授）
6. 諸葛介臣：1978年8月—1980年8月（成大主任秘書）
7. 陳金雄：1980年8月—1988年8月（成大電機系教授兼任）
8. 蘇墾憲：1988年8月—1991年8月（成大中文系教授兼任）
9. 張志強：1991年8月—1994年8月（成大土木系教授兼任）
10. 黃肇瑞：1994年8月—2001年8月（成大語言實驗中心外文組教授兼任）
11. 徐德修：2001年8月—2002年8月（成大材料所教授兼任）
12. 張錦裕：2002年8月—2006年8月（成大土木系教授兼任）
13. 詹錢登：2006年8月—2008年8月（成大機械系教授兼任）
14. 許泰文：2008年8月—2011年8月（成大水利系教授兼任）
15. 李振誥：2011年8月—2019年2月（成大資工系教授兼任）
16. 張怡玲：2019年2月—2021年9月（成大機械系教授兼任）
17. 廖德祿：2021年9月—2023年7月（成大工科系教授兼任）